# Plac Antoniego Surowieckiego w Tarnobrzegu
Plac Antoniego Surowieckiego w Tarnobrzegu, dawniej Plac Republiki Tarnobrzeskiej – plac znajdujący się w centralnej części miasta. Głównym punktem placu jest fontanna z 2003 r. oraz pomniki: Juliusza Tarnowskiego, księdza Michała Józefczyka oraz Hieronima Dekutowskiego. Plac został nazwany na cześć Antoniego Surowieckiego.
Przy placu znajduje się Urząd Miasta oraz siedziba Prezydenta Miasta (eklektyczny budynek dawnej Rady Powiatowej z 1910 r.).